# Wen Jü-čcheng (revolucionář)
Wen Jü-čcheng (čínsky pchin-jinem Lú Fútǎn, znaky zjednodušené 温裕成, tradiční 溫裕成; 1908 – 1933), byl čínský komunistický revolucionář, koncem 20. let člen vedení Komunistického svazu mládeže Číny, v letech 1930–1930 člen ústředního výboru a kandidát politbyra ústředního výboru Komunistické strany Číny, poté působil jako stranických funkcionář v sovětských oblastech E-jü-wan a Siang-e-si.

## Život
Wen Jü-čcheng se narodil roku 1908 v provincii Ťiang-su. Pracoval jako dělník v Šanghaji a účastnil se hnutí 30. května a mládežnického hnutí. Na IV. sjezdu Komunistického svazu mládeže Číny v květnu 1927 byl zvolen členem ústředního výboru svazu, znovuzvolen do ústředního výboru svazu byl i na jeho V. sjezdu v červenci 1928. Ve vedení svazu působil jako vedoucí oddělení dělnického hospodářského boje. V červnu–listopadu 1929 byl také členem výboru pro dělnické hnutí při ústředním výboru Komunistické strany Číny. Od června do listopadu 1929 byl tajemníkem provinčního výboru KS Číny v Ťiang-su; od února 1930 do března 1931 byl členem ústřední vojenské komise; na zasedání ústředního výboru KS Číny v září 1930 byl zvolen jeho členem a kandidátem politbyra a také členem ústředního byra Komunistického svazu mládeže Číny.
V lednu 1931 byl ještě na rozšířeném zasedání ústředního výboru KS Číny potvrzen jako kandidát politbyra; v březnu dostal postupně vážná varování za nedodržování disciplíny stranické tajné práce a zpronevěry atd.; v květnu 1931 byl z ústředního výboru odvolán. Později odešel do sovětské oblasti E-jü-wan (na pomezí provincií An-chuej, Che-nan a Chu-pej), v níž působil jako náčelník politického oddělení revolučního vojenského výboru, později byl přeložen do sovětské oblasti Siang-e-si (na západním pomezí Chu-peje a Chu-nanu) jako tajemník tamního stranického výboru. V roce 1933 zemřel.